# Стюард, Лоуэлл
Лоуэлл Седрик Стюард (англ. Lowell Cedric Steward; 25 февраля 1919, Лос-Анджелес, Калифорния — 17 декабря 2014, Вентура, там же) — американский военный деятель, член авиационной группы «Пилоты из Таскиги» во время Второй мировой войны.

## Биография

### Молодые годы
Лоуэлл Стюард родился 25 февраля 1919 года Лос-Анджелесе в семье железнодорожного портье и домохозяйки. В детстве он дружил с Джеки Робинсоном. Окончив Среднюю школу Джефферсона, в 1937 году он поступил в Колледж штата в Санта-Барбаре, где стал первым чернокожим капитаном баскетбольной команды «Гаучо». Он был звездой в сезоне 1940—41,в котором команда выиграла 20 игр, и капитаном в сезоне 1941—42. В 1941 году он вывел «Гаучо» в 1-й дивизион турнира по мужскому баскетболу NAIA, но был отстранён от игр из-за цвета кожи, после чего убедил своих товарищей по команде не участвовать в соревновании. В то же время он стал чемпионом по прыжкам в высоту и длину Калифорнийской коллегиальной атлетической ассоциации. В 1942 году Стюард окончил колледж со степенью в бизнесе.

### Военная служба
Когда я оставил школу, чтобы записаться в военно-воздушные силы, я узнал, что не могу пойти на службу с друзьями. Я входил в баскетбольную команду только из чёрных. Между собой мы решили, что все пойдём в военно-воздушные силы. Остальные сделали. Когда я спустился, чтобы зарегистрироваться, они не знали, что делать со мной. Просто мне сказали, что не могут отправить меня в ВВС. Десять месяцев спустя, меня, наконец, назвали. Вот когда они решили, что они смогут со мной сделать. Я был послан на сегрегационную базу Таскиги, глубоко в сердце штата Алабама.
Лоуэлл Стюард о начале своей военной карьеры
После атаки на Пёрл-Харбор, Стюард попытался пойти добровольцем в Армию США, но ему было отказано, в то время как заявки остальных белокожих членов команды были приняты. В конечном итоге, когда афроамериканцам разрешили становиться лётчиками, 28 июля 1942 года он был принят в Воздушный корпус Армии США. В то время, ВВС США отбирали чернокожих мужчин-спортсменов со всей территории США для зачисления в Институт Таскиги, и Стюард стал одним из тысячи пилотов, зачисленных в экспериментальную программу этого учебного заведения.
После прохождения раздельного обучения на авиабазе Таскиги в Алабаме, в 1944 году Стюард вместе с 450-ю другими пилотами был послан на Европейский фронт — в 100-я истребительная эскадрилья 332-й экспедиционной оперативной группы, известный как «Пилоты из Таскиги», а также своим только чернокожим составом. Подразделение было расположено в Италии для выполнения миссий над Германией. Во то время, первые чернокожие лётчики сталкивались с пренебрежительным отношением к себе и высоким уровнем контроля при расовой сегрегации, в результате чего они должны были держать себя достойно. Вследствие этого, позже Лоуэлл отмечал, что «мы должны были быть лучше, потому что на нас смотрели сложнее. Всё было сложено против нас. Некоторые люди хотели, чтобы мы потерпели неудачу». В задачу подразделения входила задача сопровождать бомбардировщики на истребителях, и после того как их роль в воздушной поддержке стала широко известна, они начали получать специальные запросы на выполнение поручений. С авиабазы Каподичино в Неаполе, Стюард выполнил 96 миссий на самолётах «Bell P-39 Airacobra» и «Curtiss P-40», прежде чем его подразделение было переведено на аэродром Рамителли, где летал на истребителе «North American P-51 Mustang», сопровождая бомбардировщики. Также он служил в 12-й и 15-й Воздушной Армии. В общей сложности, он выполнил более 143 боевых вылетов, и в частности был известен тем, что в течение одного дня 1945 года сбил три немецких реактивных истребителей «Messerschmitt Me.262». В конечном итоге, за свои заслуги, в 1944 году Стюард был награждён Крестом лётных заслуг. В апреле 1945 года он был переведён обратно на базу Таскиги, где стал лётным инструктором. 28 июля 1946 года он вышел в отставку в звании капитана.

### Последующая жизнь

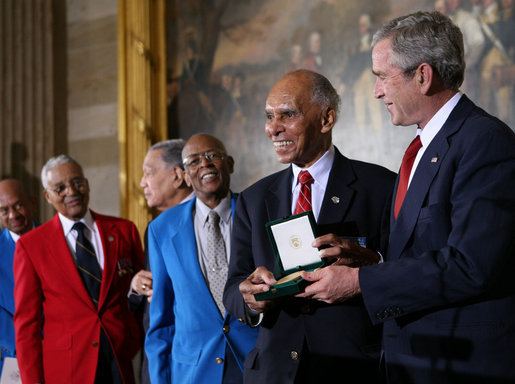
Президент США Джордж Буш-младший вручает «Пилотам Таскиги» Золоту медаль Конгресса, 29 марта 2007 года, Вашингтон.

После отставки с военной службы, Стюард вместе с женой вернулся в Лос-Анджелес. Стюард хотел купить свой дом, но банки неоднократно отвергали его заявки на ипотеку, только потому, что он был чёрным. Из-за этого он пошёл в колледж и получил лицензию брокера и оценщика недвижимости, став первым чернокожим специалистом такого рода. В 1950 году он помог интегрировать между собой районы Лос-Анджелеса, облегчив продажу жилья. Он купил дом в районе Креншоу и проработал на должности маклера около 40 лет. В 1974 году он стал первым главой организации «Tuskegee Airmen, Inc.» в Лос-Анджелесе, а также основателем двух-миллионной стипендии в память о «Пилотах из Таскиги». В том же году, Стюард получил Воздушную медаль, к которой были добавлены четыре пучка дубовых листьев, а также он был награждён медалью «За Европейско-африканско-ближневосточную кампанию» с четырьмя боевыми звёздами.
В 2004 году Стюард получил награду «Премия за жизненные достижения» от Ассоциации выпускников Калифорнийского университета в Санта-Барбаре.
29 марта 2007 года Стюард вместе с другими членами «Пилотов Таскиги» получил Золотую медаль Конгресса из рук президента США Джорджа Буша-младшего в здании Капитолия.На церемонии награждения Лоуэлл пожал руку президенту, отметив, что «выше этого нет уже ничего».
В 2009 году в аэропорту Комптон Стюард подписал самолёт со своим именем на борту, на котором будут тренироваться молодые пилоты. В последние годы Лоуэлл жил в Окснарде.

### Смерть и похороны
14 декабря 2014 года Лоуэлл простудился и заболел пневмонией. 17 декабря Лоуэлл Стюард скончался в возрасте 95 лет от естественных причин в Общественном мемориальном госпитале в Вентуре. Церемония прощания состоялась 22 декабря в похоронном бюро «Angelus» на 3875 бульваре в районе Креншоу. Похороны прошли на кладбище «Инглвуд-Парк».

## Личная жизнь
В колледже в Санта-Барбаре Стюард познакомился со девушкой Хелен, и в 1943 году в Лос-Анджелесе женился на ней. Хелен скончалась в 2004 году после 60 лет брака. У них остались один сын Лоуэлл Стюард-младший и две дочери: Шелли Ламберт и Памела Миллс, а также 11 внуков и 11 правнуков.